# دن کوئه
دن کوئه (رومانیایی: Dan Coe; ۸ سپتامبر ۱۹۴۱ – ۱۹ اکتبر ۱۹۸۱) بازیکن فوتبال اهل رومانی بود.
از باشگاه‌هایی که در آن بازی کرده‌است می‌توان به باشگاه فوتبال راپید بخارست و باشگاه فوتبال رویال آنتورپ اشاره کرد.
وی همچنین در تیم ملی فوتبال رومانی بازی کرده‌است.